# Steriele rookkorst
Steriele rookkorst (Catillaria fungoides) is een korstmossoort uit de familie Catillariaceae. De fotobiont is een chlorococcoïde alg. 

## Determinatie
Steriele rookkorst is een korstvormig korstmos. Het thallus is dun, lichtgroene en niet duidelijk afgebakend. Het prothallus is afwezig of onduidelijk. De sorediën zijn bolvormig, 12–20 µm in diameter en bestaan uit algen omgeven door kortcellige hyfen. De ascomata zijn zeldzaam, met kleine apotheciën die zwart zijn, een platte tot licht convexe schijf hebben, en een dunne, blekere rand. Het exciple is hyaliene met oliedruppels en het hymenium is hyaliene met oliedruppels. De asci is 8-sporig, clavate tot cilindrisch, en de ascosporen zijn hyaliene, 2-cellig, zonder perispore.

## Verspreiding
Het verspreidingsgebied van steriele rookkorst strekt zich uit over Europa (Nederland, Zwitserland, Duitsland, België, Verenigd Koninkrijk, Polen, Tsjechië, Spanje, Slowakije) en Noord-Amerika (Verenigde Staten). In Nederland is het een vrij zeldzame soort.